# Liste du patrimoine immobilier classé de Quaregnon
Cette page regroupe l'ensemble du patrimoine immobilier classé de la ville belge de Quaregnon.
| Objet | Année de construction / Architecte | Adresse | Section communale | Coordonnées                      | Numéro d’inventaire | Illustration |
| --- | ---------------------------------- | ------- | ----------------- | -------------------------------- | ------------------- | --- |
| Tour de l'ancienne église Saint-Quentin, à l'exclusion du monument aux morts et la margelle du puits du XVIIIe siècle                                                        |                                    |         |                   | 50° 26′ 35″ nord, 3° 51′ 53″ est | 53065-CLT-0002-01   | Tour de l'ancienne église Saint-Quentin, à l'exclusion du monument aux morts et la margelle du puits du XVIIIe siècle                                                        |
| Les vestiges des murailles du Catiau du Diable, à Quaregnon (M) ainsi que l'ensemble de la butte avec le mur de soutènement (S)                                              |                                    |         |                   | 50° 26′ 41″ nord, 3° 51′ 48″ est | 53065-CLT-0004-01   | Les vestiges des murailles du Catiau du Diable, à Quaregnon (M) ainsi que l'ensemble de la butte avec le mur de soutènement (S)                                              |
| Les façades et les toitures de la maison Masse sise rue Jules Destrée, 355 à Quaregnon, ainsi que le hall d'entrée avec l'escalier et toutes les portes donnant dans ce hall |                                    |         |                   | 50° 26′ 37″ nord, 3° 51′ 32″ est | 53065-CLT-0006-01   | Les façades et les toitures de la maison Masse sise rue Jules Destrée, 355 à Quaregnon, ainsi que le hall d'entrée avec l'escalier et toutes les portes donnant dans ce hall |
| Hêtre pourpre situé rue E. Anseele n°60 à Quaregnon |                                    |         |                   | 50° 26′ 30″ nord, 3° 52′ 09″ est | 53065-CLT-0008-01   | Hêtre pourpre situé rue E. Anseele n°60 à Quaregnon |